# Église de la Nativité-de-la-Mère-de-Dieu de Gornji Banjani
Pour les articles homonymes, voir Église de la Nativité-de-la-Mère-de-Dieu.
L'église de la Nativité-de-la-Mère-de-Dieu de Gornji Banjani (en serbe cyrillique : Црква Рођења Пресвете Богородице у Горњим Бањанима ; en serbe latin : Crkva Rođenja Presvete Bogorodice u Gornjim Banjanima) est une église orthodoxe serbe serbe située à Gornji Banjani, dans la municipalité de Gornji Milanovac et dans le district de Moravica, en Serbie. Elle est inscrite sur la liste des monuments culturels protégés de la république de Serbie (no SK 1959),,,.

## Présentation
L'église est située au pied du mont Rajac, à l'ouest du mont Rudnik.
Elle a été construite en 1862, sous le patronage de la famille Simić, comme l'atteste une inscription au-dessus de l'entrée ouest ; elle a été agrandie de 1899 à 1903 et en 1926, lorsque le clocher a été érigé. Pendant la Seconde Guerre mondiale, en 1943, les nazis ont brûlé les livres, les vêtements liturgiques et les objets de valeur qui se trouvaient dans l'édifice.

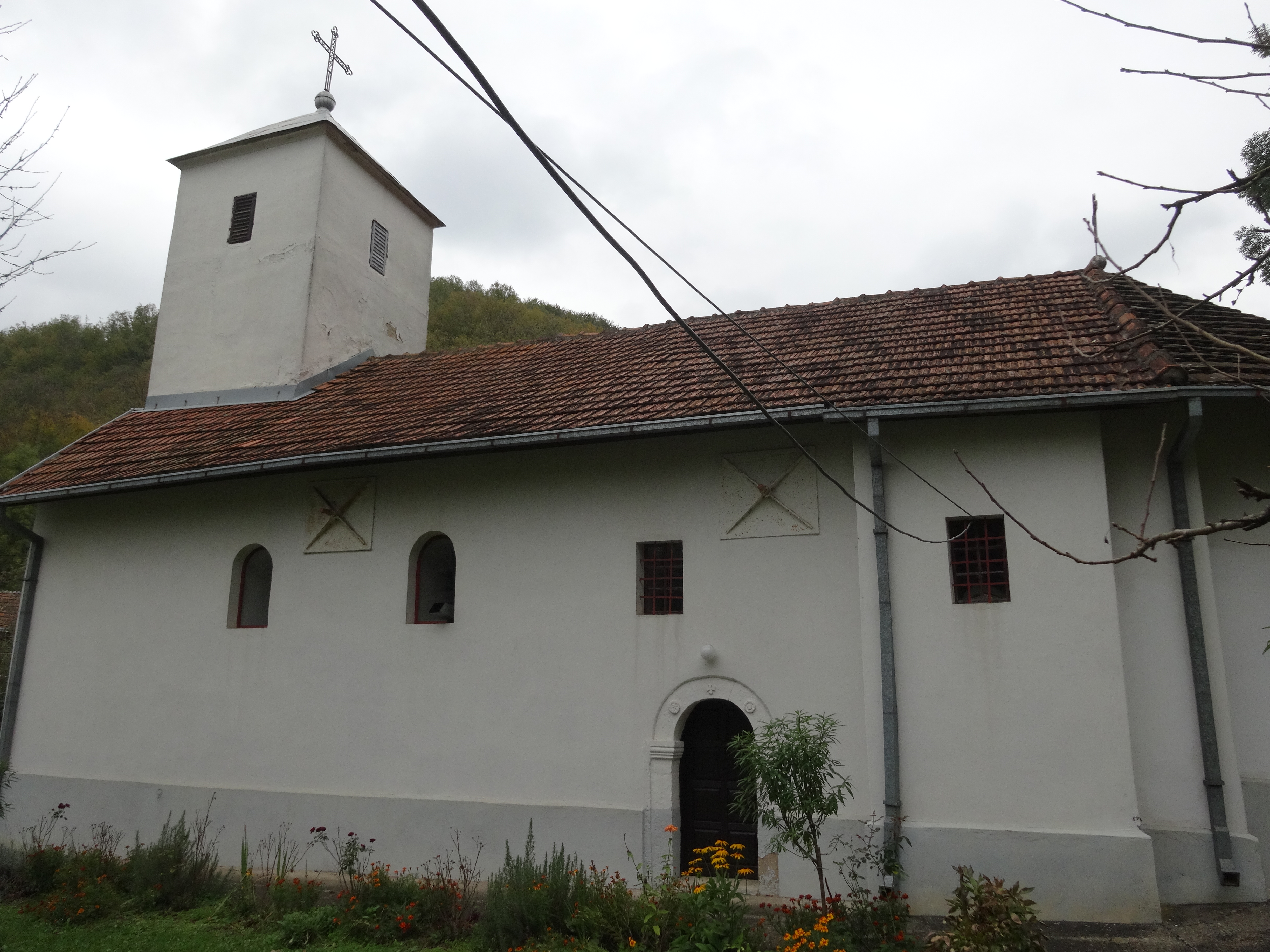
La façade sud de l'église.
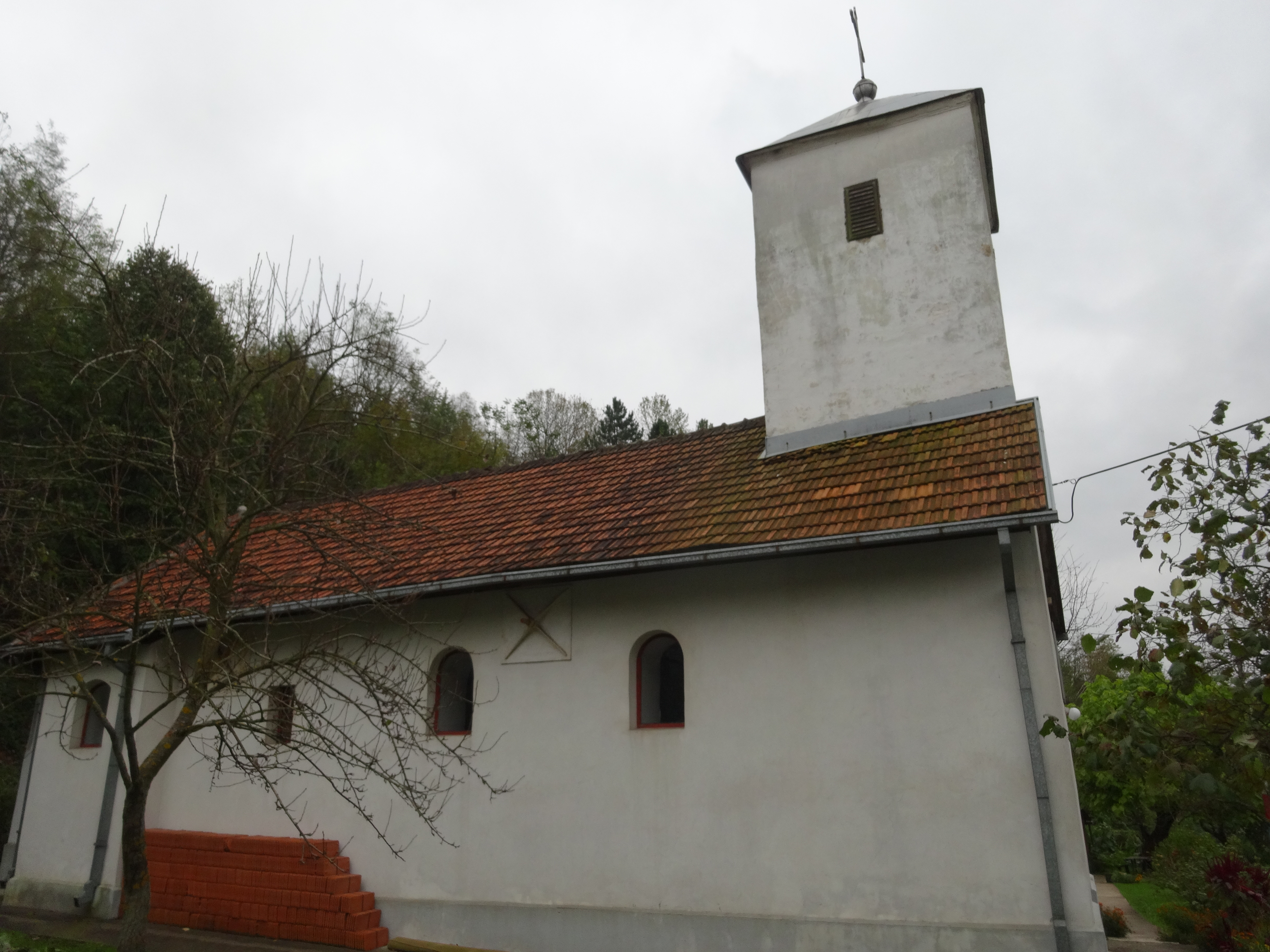
La façade nord.
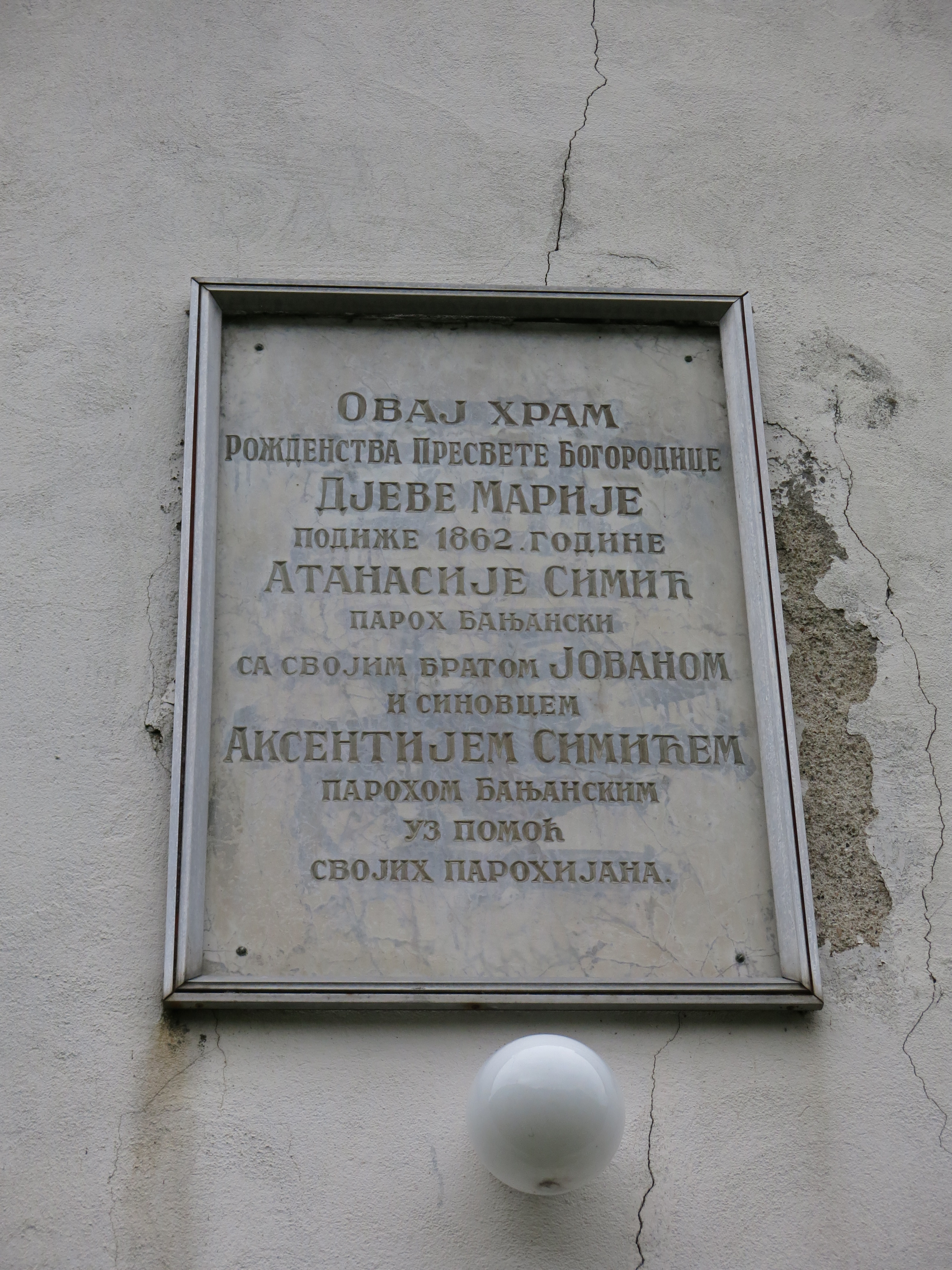
L'inscription au-dessus de la porte ouest.

De plan rectangulaire, l'église est constituée d'une nef unique prolongée par une abside demi-circulaire et précédée d'un narthex construit en 1899, séparé de la nef par un haut passage voûté. À l'intérieur, la voûte en berceau est soutenue par des arcs formeret reposant des pilastres. L'iconostase a été préservée des destructions de 1943 ; elle abrite des icônes de la seconde moitié du XIXe siècle, peintes en 1863 par un artiste inconnu ; seuls les noms des contributeurs sont indiqués. Les portes royales ont été peintes en 1869 par un autre artiste, lui aussi inconnu.

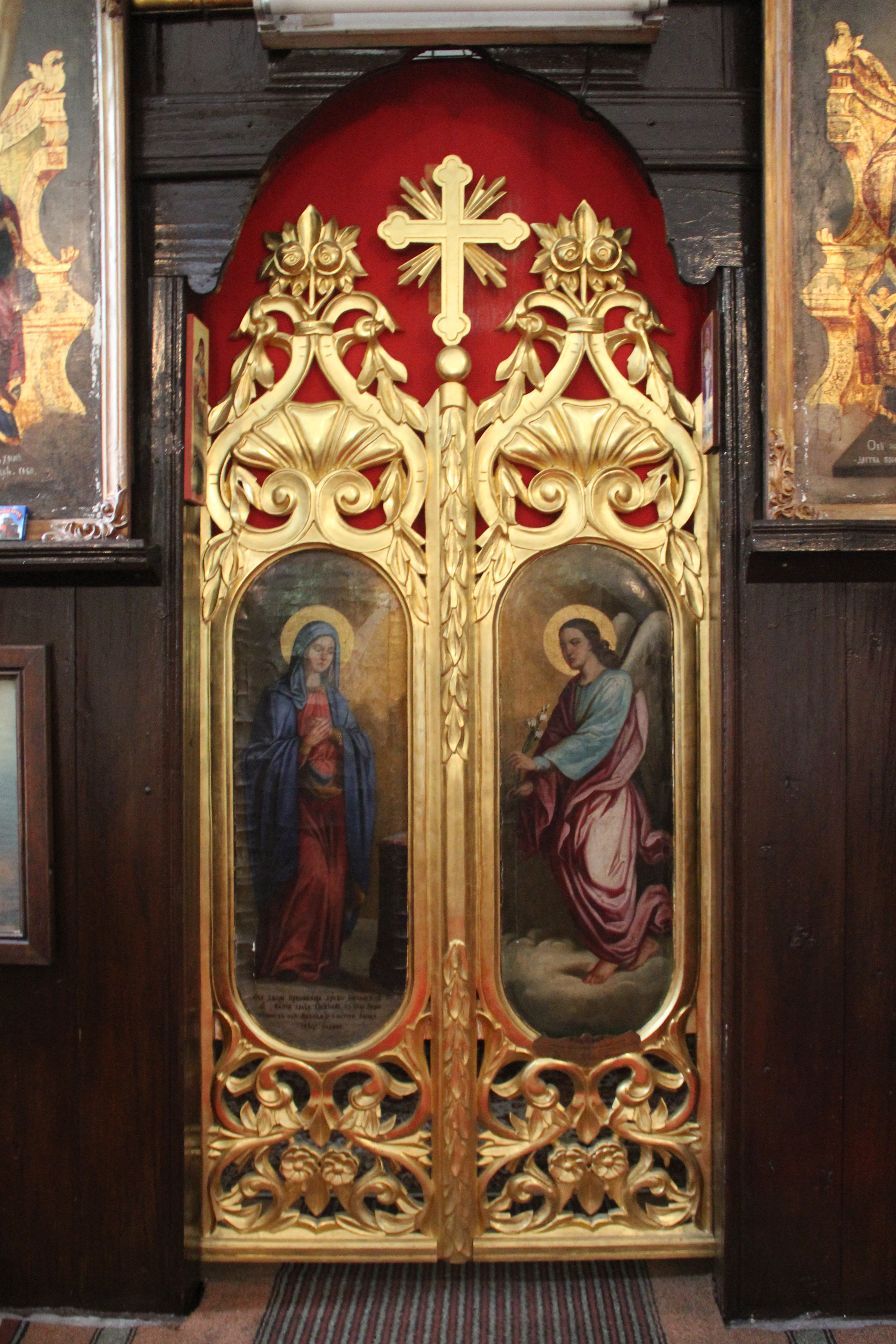
Les portes royales.